# ワイルドアームズ クロスファイア
『ワイルドアームズ クロスファイア』（WILD ARMS XF）は、メディア・ビジョンエンタテインメントが開発、ソニー・コンピュータエンタテインメントが2007年8月9日に発売したシミュレーションロールプレイングゲーム。

## 概要
ワイルドアームズシリーズ7作目。シリーズ初の携帯ゲーム機専用ソフト。
本作はシリーズでは非ナンバリングタイトルという扱いであり、ゲームジャンルは「RPG」から「シミュレーションRPG」へと変更された。キャラクターデザインは前作『ワイルドアームズ ザ フィフスヴァンガード』の佐々木知美、シナリオは金子彰史が担当している。
今作のテーマは「戦争」（メイン）と「後継」（サブ）。そして後継のカテゴライズとして「国」と「家族」というワードも使用している。

## ストーリー
舞台は慢性的な荒廃が進行して行く「死にゆく世界」である惑星ファルガイア。古に文明を崩壊させるほどの天変地異が起きたことが原因とされているが真相は不明。崩壊した世界で僅かに残された食料や資源、土地、財産等を巡っていつ終わるか判らない争いが、繰り広げられていた。
クラリッサとフィアースは敵のルパートを追ってエレシウス王国に渡った。そこは病に伏せる国王に代わって元老院による民への圧政が敷かれた国だった。クラリッサは過去の出来事から「嘘」を激しく嫌っていたが、人々を救うため「死んだはずのアレクシア王女」を演じ、人々を救うことを決意する。

## キャラクター
プロフィールはコンプリートガイドより。

### ブランクイーゼル
クラリッサ・アウィル (Klarissa Avir)
声 - 咲乃藍里→高橋李依（WAMM）
【性別：女 / 年齢：17歳 / 身長：160cm / 好きな卵料理：茶碗蒸し、焼きプリン】
本作の主人公。アレクシア王女に瓜二つの姿をしている少女。母親の敵であるルパートとイスケンデルベイを追い、エレシウス王国を旅する途中で、自らがついた「嘘」から建国騎士団「ブランクイーゼル」を率いていくことになる。若くして過酷な重圧を背負うが、周囲には明るく振舞う感情豊かな性格である。亡き母親・メリッサから、いつしか世界の荒廃を食いとめ「豊穣の地」へと導くという夢を受け継いだ。
明言されないが、こちらが本物のアレクシア王女であることが示唆されている（王族の証である守護獣との交信ができるため）。過去に建国式典で起こった襲撃事件で建物の崩落に巻き込まれた際に入れ替わってしまったらしい。
フィアース・アウィル (Firs Avir)
声 - 津山博
【性別：男 / 年齢：26歳 / 身長：178cm / 好きな昆虫：ギラファノコギリクワガタ】
クラリッサの母親であるメリッサに救われた恩から、クラリッサの身を守るため、彼女の行く所に常に付き従っている。寡黙で誰に対しても無愛想だが、根は他者を思いやれる優しい人物。義理堅く一途であり、自分の信念を果たすことに全力を尽くす。決して感情や表情には出ないが、その奥には静かに燃える闘志を秘めている。
実はファルガイア出身ではなく、エルゥボレアという異世界の人間である。エルゥボレアに君臨した魔王ベリア・ルゴスを倒すために12人の仲間と共に戦い、生き残った3人の内の1人。魔王は倒されたものの、かつての仲間クレッセンがその力に魅入られベリア・ルゴスの後継者を名乗り暴走。自分がドラグナー（パイロット）を務めるロンバルディアで護送することとなるが、航行中にトラブルが発生し、座標設定のままならぬポッドで脱出した結果ファルガイアに漂着した。また、姓は元々持っていなかったが、メリッサの提案でアウィルの姓を名乗っている。
ラブライナ・ワーズワース (Labryna Wordsworth)
声 - 津野しの
【性別：女 / 年齢：34歳 / 身長：167cm / 好きな金言格言：効果が無ければ代金は全額お返しします!】
元・エレシウス王室付の魔術師。現在はテロリストとして扱われ指名手配となっている。非常に博学であり、軍事面では専門家ではないが、ラブライナの助言はブランクイーゼル最大の武器となっている。ゲーム本編でも戦闘前にラブライナによる戦闘の解説（DER＝ダイレクト・イベント・レポート）が行われる。
知識の深さもさることながら頭の回転も速く、裏に隠された真実に気付くような鋭い洞察力も併せ持つ。だが、レヴィンのお世辞を素直に受け取ってもっと誉めろと言ったり、やたら自分の年齢を強調したりなど、どこか間の抜けた雰囲気を漂わせている。
レヴィン・ブレンテン (Revin Brenten)
声 - 坂巻亮祐
【性別：男 / 年齢：15歳 / 身長：158cm / 好きなパンツ：トランクス】
エレシウス貴族の子息で、ラブライナより魔術を教授されていた。魔術の才能が無いと自覚しており、長所である俊敏さや身の軽さをベースに独特の戦闘スタイルを身に着けた。ヒーローに憧れているが、一人で突っ走りすぎて裏目に出てしまうこともある。王国騎士団長アイゼンの息子だが、意見衝突が原因で勘当処分を受けてしまうことになる。アレクシア王女に淡い恋心を抱いており、アレクシア王女だと思っていたクラリッサと、生きていたアレクシアへの想いに揺れ動く多感な年頃。
ログナー・ブリッツレーブレット (Logner Blitzleibrett)
声 - 中田雅之
【性別：男 / 年齢：29歳 / 身長：189cm / 好きな甘味：もなか】
鍛え上げられた逞しく頑健な体格を誇る傭兵。言動の端々にどことなく洒落た雰囲気を感じさせ、育ちの良さもうかがわせる。常に紳士的、かつ丁寧な態度を崩さない。危機には柔軟に対処し、その中でも自分のスタイルを通す余裕は忘れない。
かつてエレシウスの侵略によって家族と国を奪われ、傭兵団に拾われ育てられた過去を持つ。しかし、所属していた814部隊の仲間達はヴァイスハイトの作り出したネクロオラクルクリプトARMによって生ける屍と変えられ、再び家族を失うという辛い過去を持っている。
それゆえエレシウス王国には激しい憎しみを抱いているが、エレシウスを壊すことを目的とするブランクイーゼルの考えに賛同し、戦いに加わる。
アレクシア・リム・エレシウス (Alexia Rium Eleusinius)
声 - 黒河奈美
【性別：女 / 年齢：17歳 / 身長：160cm / 好きな肉料理：つくね、ハンバーグ】
エレシウスの第一王女。クラリッサと瓜二つの姿をしている少女。約一年前、原因不明の病状に苦しむ父のため、自ら深山に仙草を摘みに赴いた際、崩落事故に巻き込まれ、土砂の下に消えてしまう。守護獣と交感することで行われる儀式「柩の牙の儀」を終了したばかりであり、王位の継承権を得た直後の事件であるため、この件に関して、元老院の陰謀等、様々な憶測が噂されている。
崩落事故はエグララグによって仕組まれた物である。実は事故に巻き込まれながらも生きており、シャルトルーズを牽制するための切り札としてエグララグによって幽閉されていた。後にパーティーに加わる。
明言されないが、こちらが本物のクラリッサであることが示唆されている（メリッサと同じくイスケンデルベイが使用できるため）。過去に建国式典で起こった襲撃事件で建物の崩落に巻き込まれた際に本人と入れ替わってしまったらしい。
トニー (Tony)
【性別：オス / 年齢：成犬 / 体高：80cm / 好きな信条：よく食べて、寝て、そして遊ぶ】
雑種犬。ラブライナが手配中に出会った飼い犬である。食欲旺盛。ブランクイーゼルのメンバーと共に戦闘に参加するが所詮ただの犬であり、戦力としてはあまり期待できない。なお、首輪のネームタグには「ラブライナ」と書かれている（これは万が一トニーが粗相をしたときに犬の名前が分かるよりも飼い主の名前が分かった方がいいだろうという飼い主なりの配慮である）。また、メインストーリーにはほとんど絡まないが、ラスボスとの戦いの最中、敵の攻撃を咆哮で打ち消すという謎の力を見せる。

### 元老院
シャルトルーズ・バズ (Chartreuse Buzz)
声 - 石川和之
【性別：男 / 年齢：37歳 / 身長：178cm / クラス：アリストクラット / 武器：エクスモルテス / 防具：ホープダイア / 好きなタバコの銘柄：カーネルローズ】
元老院を統率する議長。喫煙家。暗殺など裏の仕事を請け負う格の低い貴族の出身だが、影の世界で生きる一族の為に光を欲し表の世界で生きていく事を望み、自力で元老院を束ねるまで至った実力者。怜悧･冷徹で隙の無い思考と代々受け継がれてきた死を司る負の能力が武器である。伝統を重んじ、ラスニールの行う国政の改革を苦く思い、かつてのエレシウス王国を取り戻そうと画策している。
エグララグ・ホエーレン (Egralag Wharen)
声 - 日野未歩
【性別：女 / 年齢：35歳（自称、実際は48歳） / 身長：165cm / 好きな色：赤と黒】
元老院の修道院長。エレシウスは守護獣を奉じる国であり、そのため守護獣に関する祭祀の儀式に通じている。姫巫女に王位継承権を与える「柩の牙の儀」もエグララグによって執り行われるものであり、政治的な手腕の乏しさに反比例して権勢欲が非常に強く、私利私欲を持って国政に参画している。
終盤、雲行きが怪しくなったとたんに逃亡するが、ヴァイスハイトに肉体を乗っ取られてしまう。
アイゼン・ブレンテン (Eisen Brenten)
声 - 古田信幸
【性別：男 / 年齢：53歳 / 身長：192cm / クラス：王国騎士団長 / 武器：ヴィヴラシールド / 防具：ヘヴィメタル / 好きな休日のひととき：盆栽に宇宙を垣間見る】
エレシウス王国が保有する最強の精鋭「王国騎士団」を率いる団長。また、元老院の1人。見かけ通りの堅物な思考を持つ。武芸に通じた古強者であり、搦め手を用いることも出来る策略家。元老院に所属しているが、シャルトルーズ、エグララグとは違い、国王であるラスニールに絶対なる忠誠心を見せている。立場上簡単に騎士団を動かすわけにもいかないため、わざとレヴィンを勘当して動きやすくさせた。
後に精神を操られてしまい、ブランクイーゼルと衝突。正気を取り戻した後も、操られていたとはいえ王女達に牙を向けたことを後悔し、部下共々ブランクイーゼルの手にかかること望み再び戦いを挑んでくる。
ルパート・ダンドリッジ (Rupert Dandridge)
声 - 本田裕之
【性別：男 / 年齢：40歳 / 身長：182cm / クラス：ブレードスナッパー / 武器：イスケンデルベイ、傾城佳刀 / 防具：サンセットポンチョ / 好きな生き様：無宿渡世】
金で雇われ、殺生や強奪を請け負う渡り鳥。長年、裏の世界で生きており、報酬のためであれば刃を振るう相手を選ばないどころか、雇い人や仲間まで裏切って手にかけることもある。ヴァイスハイトの計らいによりエレシウスの治安警衛隊隊長に所属することになる。過去に強大な力を振るうイスケンデルベイの噂を聞き、自らの物にするためにクラリッサに「嘘」をつき、メリッサを手に掛けた張本人である（クラリッサはこの事件を機に「嘘」が嫌いになった）。
自己中心的な最悪の男だが、非常に卓越した剣の使い手であり、「早撃ち」と呼ばれる居合いに似た高速剣技を二刀流によって繰り出す。「荒野で他人を充てにする奴は長生きできない」と度々嘯いている。
ヴァイスハイト (Weisheit)
声 - 比嘉久美子
【性別：不明 / 年齢：不明 / 身長：174cm / クラス：デスマーチャント / 武器：アレイアドレキス / 防具：白い闇 / 好きな健康法：笑うことこそ長寿の秘訣】
王室に出入りしている武器商人。謎が多く、エレシウス王国の裏の歴史を紐解くと、幾度となくその名前を目にすることになる。ARMの製造もヴァイスハイトが行っている。
正体はフィアースのかつての仲間で、裏切り者のクレッセン。自分を拒絶したエルゥボレアに復讐するため、ファルガイアの各地にARMをばら撒いて力を蓄えていた。数百年前のファルガイアに漂着したため、プリミティブARMという特殊なARMを用いて他人の体を乗っ取り、何度も肉体を取り替えて生きてきた。ちなみに今の体は女性。
記憶の遺跡より復元した「アースガルズ」やその他のゴーレムを操ってブランクイーゼルにたびたび戦いを挑むも敗北、後にエグララグの肉体を乗っ取って逃亡するも、カティナによって消滅させられてしまう。

### エレシウス王国
ラスニール・カイザ・エレシウス (Hrathnir Kaisa Eleusinius)
声 - 小川一樹
【性別：男 / 年齢：45歳 / 身長：187cm / 好きな鉱物：金剛石】
エレシウス国王。王妃であるアーデリアとは、8年前に死別している。元はエレシウスの属国に生まれ育った剣士だったが、先王にその技量を買われてエレシウス王室に入るという、異例の経歴を持つ。思慮深く、旧態依然とした国政に対し次々と改革を行ってきた。だが、数年ほど前より原因不明の体調不良に見舞われ、今では一日の大半を寝台の上で過ごすようになっている。
しかし病に臥せてもその実力は健在であり、物語中盤では一瞬で敵軍団を殲滅したり、徒手空拳でアースガルズのバリアを破壊する等、かつての「剛剣王」の異名に恥じない圧倒的な武力を見せつけた。
カティナ・リム・エレシウス (Katina Rium Eleusinius)
声 - 廣田詩夢
【性別：女 / 年齢：15歳 / 身長：157cm / クラス：ブラックルート、災厄の聖母 / 好きな景色：高く澄みきった、エレシウスの空】
エレシウス王国第二王女。姉であるアレクシア以上に守護獣への適応力があるとされ、次回の「柩の牙の儀」にて、新たな王位継承者になることを望まれている。過去の事故のせいか、恐怖という感情を知らず、時々そのことを不安に感じている。やや気弱な性格のためか、カティナ自身に王位に対する執着は希薄である。元老院の思惑により混乱するエレシウス国内の状況に胸を痛め、無力な自分を痛感している。
その「柩の牙の儀」において、恐怖の災厄獣を呼び寄せてしまい、性格が豹変。最終決戦ではその災厄獣に取り込まれ、災厄の聖母としてブランクイーゼルに立ちはだかる。

### ゾートロアの血族
パイドラス・ブランカス (Piedras Blancas)
声 - 金野潤
【性別：男 / 年齢：不詳 / 身長：186cm / クラス：妖蛆帝 / 好きな犬：バーゲスト（好きな猫はエルバッキー）】
ゾートロア族長。全身を包帯に巻かれ、車椅子で生活している。ゾートロアの聖地を取り戻すことのみを目的とし、他の命を道具のように扱う。最後は自らが使役する巨大な魔獣に肉体を捧げ「パイドラス・ブランカスの怪物」と化すも、ブランクイーゼルに敗れる。
チェル (Tcherno)
声 - 番場仁美
【性別：女 / 年齢：23歳 / 身長：183cm / クラス：シャドウサーバント / 武器：疾風の爪 / 防具：アルティミシア / 好きなハーブ：ニガヨモギ】
褐色の美女。パイドラスの世話役として身を捧げ道具となっており、名を名乗ることすら許されていない。彼女達の生き方に異を唱えるログナーに心を動かされていく。

### トルメンタトライアッド
ジュピア・トルメンタ (Llvia Tormehta)、ビエント・トルメンタ (Viehto Tormehta)、トゥルエノ・トルメンタ (Trueno Tormehta)
声 - 高宮武郎（ジュピア）、小林範雄（ビエント）、小田敏光（トゥルエノ）
【性別：男 / 年齢：39歳 / 身長：175cm / クラス：グラマリーサドラー / 武器：陰陽手甲 / 防具：弁天来の符呪 / 好きなライフスタイル：晴耕雨読（ジュビア） / 好きな建築物：風車小屋（ビエント） / 好きな焼き菓子：エクレア（トゥルエノ）】
三つ子の凶賊3兄弟。三位一体の戦法を得意とする魔術師である。「力ある者が秩序であり、強者が弱者の上に立つのが世の必定」をモットーとし、凶賊であることに強い拘りを持っている。

### エルゥボレアの英雄
クレッセン (Cressen)
声 - 菊池康弘
【性別：男 / 年齢：27歳（ロンバルディア事故時） / 身長：185cm / 好きな健康法：笑うことこそ長寿の秘訣】
魔王ベリア・ルゴスの討伐後、魔王の後継者を名乗り支配を行おうとするが捕らえられた。その後、次元の狭間に存在する監獄イルズベイルへの護送中、ロンバルディアを墜落させてファルガイアに不時着した。その後は復讐を果たすため、ヴァイスハイトとして生きていく。
ユーリア (Julia)
声 - 黒河奈美
【性別：女 / 年齢：23歳（ロンバルディア事故時） / 身長：170cm / 好きな書籍：最新医療関係】
イスケンデルベイの元の所有者。フィアースは彼女に憧れていたが、彼女自身はクレッセンを愛しており、彼の暴走後も気持ちは変わらなかった。その後、時空乱気流に巻き込まれ、遙か過去のファルガイアに漂着する。

### その他
メリッサ・アウィル (Merissa Avir)
声 - 黒河奈美
【性別：女 / 年齢：39歳没 / 身長：168cm / 好きなご飯：飯盒で炊いた銀シャリ】
クラリッサと共に「豊穣の地」を探す旅をしていた。イスケンデルベイの真の力を使えるが腕は素人。イスケンデルベイに目を付けたルパートに殺害される。

## 用語

### アイテム
ARM
「Artificial Reincarnate Medallion（人工転生メダル）」の略。脳の未使用領域にマニュアル化された情報を書き込むことで、使用者に様々な能力（クラス）を与えるもので、渡り鳥には欠かせないアイテムとなっている。本来なら簡単に手に入るが、エレシウス王国では10数年前から販売禁止となっている。クラスの購入に必要なアクセスポイントと呼ばれる装置も、王国では手続きをして認可が降りなければ利用できない。また、所持しているとサイレントスレイブと化してしまうネクロオラクルクリプトARMと呼ばれる黒いARMも存在する。
その正体は、ヴァイスハイト（クレッセン）がエルゥボレアの技術で作った、つまりオーバーテクノロジーの産物。ARMの本来の機能は、ファルガイアの人々の遺伝子の中に断章となって残された先史文明の異端技術、つまり「記憶の遺跡」を収集することにある。クレッセンは数百年もかけて、世界中の人間からそのデータ収集し、再現した発掘兵器を使ってエルゥボレアに復讐することを企んでいた。
シュトラルゲヴェイア
正体不明の武器。ファルガイアには銃の概念がないので、光の弾を打ち出すこの武器は特に異彩を放っている。クラリッサのみが扱える。正体は守護獣が姿を転じたモノで、先史文明期に渡来したという超越存在を倒すために、先史文明期の人間が作り出した「守護銃」という存在である。
イスケンデルベイ
謎の大剣。一般の大剣とは明らかに違う機械的な外見をしている。圧倒的な破壊力を秘めており、その力が開放されれば山脈をも絶つのも軽がると行う。しかし限られた人間にしか力は引き出せない。メリッサがフィアースから譲られたが、後にルパートに奪われる。
正体は異世界エルゥボレアの武器。フィアースのかつての仲間のユーリアにしか扱えないよう、バイオパターンによるセーフティがかかっているはずだが、メリッサとアレクシアは何故か扱える。

### 国、組織、地名
ブランクイーゼル
古より伝わるエレシウス王国の「建国伝承に語られる騎士団」の名称。「空っぽの画架」を意味し、騎士団の紋章も「画架と掲げられた剣」がモチーフ。クラリッサ達はこの名を借り、元老院と戦うことを決める。
エレシウス王国
20年前までは他国を侵略する軍事大国だったが、ラスニールが王位に就いてからは改革が行なわれ、そういったことは無くなった。しかし、現在は改革を良く思わない元老院が、病に臥せった国王に代わり実権を握っている。
元老院
シャルトルーズを筆頭とした貴族の賢人機関。改革を良く思っておらず、昔のエレシウス王国に戻そうと画策する。
王国騎士団
アイゼンを団長とした、王国最強の精鋭。
治安警衛隊
国に雇われた渡り鳥達の集団。徴収と称して商人を襲ったり、村を焼き討ちしたりとやりたい放題を行っている。

ゾートロアの血族
かつてのエレシウス王国によって国を滅ぼされた一族。肉体の一部を食わせる事により魔獣を従える禁忌の術を扱う。国の再興を条件にエレシウス王国に雇われ、ブランクイーゼルを狙う。また、相手を必ずフルネームで呼ぶという変わった風習を持っている。
エルゥボレア
異なる次元に存在する世界。科学力が非常に発達しており、次元間を移動する技術も獲得している。エルゥボレアの男性は染色体に欠損が生じている為、こちらの人間はプラントと呼ばれる場所で人為的に能力を付与されて生まれる。武器などもバイオパターンによってセーフティがかけられているなど、完全な管理社会となっている。そのため家族の概念もない。
記憶の遺跡
先史文明の異端技術が残されているとされる遺跡。古い文献にはその名が記されているものの、世界中のどこにもそのような遺跡は実在せず、一般には架空の存在として認知されている。その正体は物質としての遺跡のことではなく、人々の遺伝子の中に断章として存在している先史文明の異端技術のデータのこと。
豊穣の地
ファルガイアの荒廃を食い止める鍵とされるもの。「ユグドラシルシステム」という別名があることから、地名ではなく環境修復のための異端技術ではないかとメリッサは推察していた。

## クラス
本作では各キャラクターに「クラス」（いわゆる職業）が設定されており、クラスにより装備、パラメーター、使用可能な技「オリジナル」や特殊能力「パーソナルスキル」が異なっている。ステージによっては特定のクラスに就くことによりクリアがより楽になったり、ステージ内の特殊な仕掛けを動かしたりなど、WAシリーズの「謎解き」に該当するシステムが搭載されている。クラスには専用クラスと汎用クラスの2種類があり、主要キャラは専用クラス・汎用クラス共に就くことが可能だが、渡り鳥は汎用クラスのみとなる。

### 専用クラス
| クラス               | 武器                 | 防具         | 特徴 |
| -------------------- | -------------------- | ------------ | --- |
| ダンデライオン       | シュトラルゲヴェイア | コサージュ   | クラリッサの専用クラス。遠距離から攻撃可能なシュトラルゲヴェイアや支援型のオリジナルを扱い、後方から仲間をサポートする。         |
| アックスバトラー     | ポールアーム         | ガントレット | フィアースの専用クラス。前方の広範囲を攻撃したり、高低差が高い程威力が上昇したりなど、バランスがいい物理攻撃のオリジナルを持つ。 |
| マーシャルメイジ     | トンファー           | コート       | レヴィンの専用クラス。素早さが高く、物理攻撃と魔力攻撃の両方を操り手数で戦う。                                                   |
| レアルストレーガ     | 鉄扇                 | リボン       | ラブライナの専用クラス。攻撃・回復（蘇生）・移動・補助と幅広いオリジナルを扱う。                                                 |
| ストームライダー     | ブーメラン           | バンダナ     | ログナーの専用クラス。高いHPと回避率や、攻撃力を上昇させるオリジナルを持つ。                                                     |
| 雑種犬               | -                    | -            | トニーの専用クラス。特別な能力は一切持ち合わせていない。                                                                         |
| プリンセスフェンサー | 両手剣               | ブレスト     | アレクシアの専用クラス。素早さは低いが、命中率がずば抜けて優れている、物理攻撃能力特化型。                                       |

### 汎用クラス
| クラス               | 武器     | 防具           | 特徴                                                                                             |
| -------------------- | -------- | -------------- | ------------------------------------------------------------------------------------------------ |
| ウォーヘッド         | 剣・斧   | ベスト         | 全クラス中、攻撃力が最も高い物理攻撃型。                                                         |
| スペルキャスター     | 魔導書   | 指輪           | 全クラス中、魔力が最も高い魔力攻撃型。                                                           |
| ガジェッティア       | スパナ   | エプロン       | アイテムの所持数が上昇したり、アイテムの効果範囲を拡大させるオリジナルを持つアイテム使用専門型。 |
| ファンタスティカ     | ベル     | バッジ         | パラメーターを変動させるオリジナルとパーソナルスキルを持つ戦闘補助型。                           |
| アサルトバスター     | 槍       | ヘッドギア     | 直線移動のみ可能だが、その移動力は全クラストップという特殊な性質を持つ。                         |
| ストライダー         | 弓       | アミュレット   | 命中率が高い弓による遠距離・高低差攻撃が可能。                                                   |
| グラブデュエリスト   | グラブ   | ベルト         | 敵やアイテムを投げるオリジナルを持つ。                                                           |
| エスコートベッセル   | 鎚       | プレートメイル | 高い防御力と攻撃力を持つ前衛型。                                                                 |
| エクスキャバリア     | 儀礼剣   | スーツ         | HPと防御力が高く、防御に関する能力が高い。                                                       |
| エミュレーター       | 爆弾     | 懐中時計       | 敵が使うオリジナルを「ダウンロード」して自分で使うことが可能。                                   |
| ワンダーシーカー     | パチンコ | ブーツ         | 周囲に隠された敵やアイテムを発見することが可能。                                                 |
| ナイトレイダー       | 細剣     | マスク         | 高い反応値を利用して多くの手数で攻めるタイプ。                                                   |
| セイクリッドセイバー | 懐刀     | 護符           | 回復と補助のスキルを持つ後方支援型。                                                             |
| フェダーイン         | 彎刀     | 曲玉           | 高い回避能力を持つ。                                                                             |
| エニグマンサー       | 杖       | ローブ         | 全クラス最大のMPを持つ。                                                                         |
| ジオニックルーラー   | 手裏剣   | ジュエル       | HEXに関するオリジナルや、属性を持つHEX「レイポイント」を見分ける能力を持つ。                     |

## 主題歌
本気の嘘
作詞 - なるけみちこ / 作曲・編曲 - 上松範康 / 歌 - 織田かおり

## コミック版
『電撃マ王』2007年11月号から2008年3月号まで掲載。鈴羅木かりん作画。全1巻がメディアワークスより刊行。ゲームでは描かれなかった、レヴィンとアレクシアの出会いや、アレクシアとカティナの思い出、ゲームのエンディングから11年後の世界を描いた、金子彰史が手がけた「真・エンディング」が収録されている。また各キャラクターの11年後の姿の設定画が収録されている。
11年後
フィアースの犠牲によってファルガイアは救われ、元老院が倒されたことでエレシウス王国に平和が戻った。
そして11年後。一人前の渡り鳥に成長したクラリッサは、トニーと共に「豊穣の地」を探していた。王位継承が廃止されたエレシウスで、アレクシアは再び為政者として選ばれ公王となり、逞しく成長したレヴィンは公王付きの親衛隊隊長となっていた。ラブライナは私塾で教師を続け、ログナーはゾートロアの血族の孤児達のような戦災難民を救う平和事業活動をし、国境無き「国」の代表として活動をしていた。
そして、エレシウス王国で毎年開かれる平和記念式典に、それぞれの道を歩んでいるかつてのブランクイーゼルも、この日だけは皆で集まることになっていた。クラリッサは王都へ向かう途中だったが、突然トニーが違う方向へ駆け出した。王都にいたほかのメンバーも上空に現れた異変に気づき、その方向へ向かった。
そこはかつての決戦の地、そしてフィアースがロンバルディアと共に消えた「霊峰ウラルトゥ山」。すると上空に空いた大穴から、突如ロンバルディアが出現。そして犠牲となったはずのフィアースが11年前の姿で現れた。災厄獣と共に消滅したはずのカティナの導きにより、11年後のファルガイアに再び帰ってくることができたのだった。
こうして、ブランクイーゼルという「家族」が再び揃ったのだった。

## 非公式サイトについて
本作にはソニー・コンピュータエンタテインメントが制作・運営する「公式サイト」と、メディア・ビジョンが制作・運営する「非公式サイト」が存在する。
とりわけ非公式サイトは逸脱した嘘の内容が特徴で、キャラクターの情報に「ラブライナは合コンが大好き」などと書かれたり、ゲーム本編のスクリーンショットに明らかにストーリーと異なるテロップが入ったりしている。
特に主人公であるクラリッサはその特徴的な前髪から非公式サイト内では「前髪に鳩を飼っている」という設定になっており、正式オープン前には鳩がクラリッサの前髪に変化するというgif画像が公開された。鳩のマークは非公式サイト内のタイトルなど、様々なところに存在する。

## 関連商品

### 和書
- 攻略本：ワイルドアームズ クロスファイア ザ・マスターガイド
- 攻略本：ワイルドアームズ クロスファイア コンプリートガイド
- 漫画：ワイルドアームズ クロスファイア

### サウンドトラック

#### WILD ARMS XF ORIGINAL SOUNDTRACK
CD4枚組。織田かおりの歌うオープニングとエンディング、劇中で使われたBGMを完全収録。4時間半を超える大ボリュームとなっている、
| #   | タイトル                       | 作詞 | 作曲・編曲 |
| --- | ------------------------------ | ---- | ---------- |
| 1.  | 「クロスファイア」             |      |            |
| 2.  | 「傾城佳刀」                   |      |            |
| 3.  | 「殺気は頬を熱く叩く」         |      |            |
| 4.  | 「真実を濁す澱み」             |      |            |
| 5.  | 「町並みを君と」               |      |            |
| 6.  | 「陽射しの中で」               |      |            |
| 7.  | 「戦場を渡る鳥たち」           |      |            |
| 8.  | 「勝ち得たモノと失くしたモノ」 |      |            |
| 9.  | 「遠雷に震える」               |      |            |
| 10. | 「欠片でも、希望を胸に」       |      |            |
| 11. | 「CRISIS DIVER」               |      |            |
| 12. | 「デュエルサイン」             |      |            |
| 13. | 「素顔の笑顔」                 |      |            |
| 14. | 「言葉より、交わした想い」     |      |            |
| 15. | 「できる女と評判の私」         |      |            |
| 16. | 「戦火が焦がす空の下」         |      |            |
| 17. | 「エレシウスの夜を急ぐ」       |      |            |
| 18. | 「覆う黒雲、悪意の影」         |      |            |
| 19. | 「不安から焦燥へ」             |      |            |
| 20. | 「PRINCESS ARMY」              |      |            |
| 21. | 「本気の嘘(prologue size)」    |      |            |

| #   | タイトル                     | 作詞 | 作曲・編曲 |
| --- | ---------------------------- | ---- | ---------- |
| 1.  | 「幕間に吹く風」             |      |            |
| 2.  | 「ファルガイア番外地」       |      |            |
| 3.  | 「獣とケモノ、化物の爪」     |      |            |
| 4.  | 「何もかもが胡乱」           |      |            |
| 5.  | 「無法の奴ら」               |      |            |
| 6.  | 「脅威奔流×事態急変」        |      |            |
| 7.  | 「信じる心があるからこそ」   |      |            |
| 8.  | 「賢人機関<元老院>」         |      |            |
| 9.  | 「ジェノサイドバスター」     |      |            |
| 10. | 「溢れるは神秘の力」         |      |            |
| 11. | 「重甲を鎧う雷親父」         |      |            |
| 12. | 「嘘という名の厚化粧」       |      |            |
| 13. | 「描いた未来を画架に掛ける」 |      |            |
| 14. | 「風に望んで、光に誓う」     |      |            |
| 15. | 「鉄の味を噛みしめて」       |      |            |
| 16. | 「Mechanical Dancing Fight」 |      |            |
| 17. | 「受け継がれる意志」         |      |            |
| 18. | 「切り刻まれるほどに真実」   |      |            |
| 19. | 「抗う者たちの軌跡」         |      |            |
| 20. | 「本気の嘘(instrumental)」   |      |            |

| #   | タイトル                         | 作詞 | 作曲・編曲 |
| --- | -------------------------------- | ---- | ---------- |
| 1.  | 「ヒトの胎より産まれた兵器」     |      |            |
| 2.  | 「危地へと続く靴音」             |      |            |
| 3.  | 「あたたかくて、やわらかくて」   |      |            |
| 4.  | 「たしかなものは、きっとある」   |      |            |
| 5.  | 「なおも剣風吹き荒ぶ」           |      |            |
| 6.  | 「ブランクイーゼル」             |      |            |
| 7.  | 「この夜が明けることを疑わない」 |      |            |
| 8.  | 「デストラップ包囲網」           |      |            |
| 9.  | 「果て無き道に振り返らず」       |      |            |
| 10. | 「美しきは、広がる恐怖」         |      |            |
| 11. | 「加速する惨劇」                 |      |            |
| 12. | 「孤独の世界の只中で」           |      |            |
| 13. | 「in the soup」                  |      |            |
| 14. | 「建国式典」                     |      |            |
| 15. | 「遠い日の、遠いあの場所で」     |      |            |
| 16. | 「幸せを侵し、未来を略奪」       |      |            |
| 17. | 「恐慌領域の赤」                 |      |            |
| 18. | 「グレーターディセント」         |      |            |
| 19. | 「嘘すらも濁す澱み」             |      |            |
| 20. | 「PHALANX the Heavy Metal」      |      |            |
| 21. | 「エレンシアに帰る」             |      |            |

| #   | タイトル                            | 作詞 | 作曲・編曲 |
| --- | ----------------------------------- | ---- | ---------- |
| 1.  | 「本気の嘘(Ver. true heart)」       |      |            |
| 2.  | 「たゆたうは謀略の海に」            |      |            |
| 3.  | 「王都に再び陽は昇る」              |      |            |
| 4.  | 「螺旋のアンクシャス」              |      |            |
| 5.  | 「熱砂纏いし職業凶賊」              |      |            |
| 6.  | 「劇的なるもの」                    |      |            |
| 7.  | 「蟲毒の世界の只中で」              |      |            |
| 8.  | 「黄昏の奸雄」                      |      |            |
| 9.  | 「炎、燃やし尽くして」              |      |            |
| 10. | 「偽りの終焉」                      |      |            |
| 11. | 「黒く羽撃く災厄の翼」              |      |            |
| 12. | 「この終わりなき闘争に終止符を<1>」 |      |            |
| 13. | 「この終わりなき闘争に終止符を<2>」 |      |            |
| 14. | 「この終わりなき闘争に終止符を<3>」 |      |            |
| 15. | 「FINAL DISASTER<1>」               |      |            |
| 16. | 「FINAL DISASTER<2>」               |      |            |
| 17. | 「それでも君に明日は見えたか？」    |      |            |
| 18. | 「Perpetual motion」                |      |            |
| 19. | 「永久にこの手を繋げなくても<1>」   |      |            |
| 20. | 「永久にこの手を繋げなくても<2>」   |      |            |
| 21. | 「永久にこの手を繋げなくても<3>」   |      |            |
| 22. | 「永久にこの手を繋げなくても<4>」   |      |            |
| 23. | 「永久にこの手を繋げなくても<5>」   |      |            |
| 24. | 「永久にこの手を繋げなくても<6>」   |      |            |
| 25. | 「誰がために」                      |      |            |
| 26. | 「豊穣の地を目指して」              |      |            |
| 27. | 「荒野の果てから」                  |      |            |